# Касьяненко Олександр Єлисейович
Олександр Єлисейович Касьяненко (30 квітня 1927, село Першокостянтинівка, тепер Каховського району Херсонської області — ?) — український радянський діяч, секретар Херсонського обласного комітету КПУ, 1-й секретар Херсонського обласного комітету ЛКСМУ, 1-й секретар Новокаховського міського комітету КПУ Херсонської області.

## Біографія
З жовтня 1944 по грудень 1948 року — в радянській армії та на військово-морському флоті СРСР, учасник німецько-радянської війни. Військову службу розпочинав у 23-му навчальному стрілецькому полку 35-ї навчальної стрілецької дивізії.
Член КПРС з 1953 року.
У 1957—1960 роках — 1-й секретар Херсонського обласного комітету ЛКСМУ.
У 1960—1969 роках — 1-й секретар Новокаховського міського комітету КПУ Херсонської області.
У листопаді 1969 — 1982 року — секретар Херсонського обласного комітету КПУ.
Подальша доля невідома.

## Звання
- старшина 1-ї статі
- капітан 1-го рангу

## Нагороди
- орден Трудового Червоного Прапора (26.02.1958)
- ордени
- медалі